# Smak
Smak je jugoslavenska i srbijanska rock grupa koju je osnovao gitarist Radomir Mihajlović Točak s bubnjarom Slobodanom Stojanovićem Kepom i basistom Zoranom Milanovićem u Kragujevcu 1971.

## Članovi
Od 1971. godine kada je sastav imao svoj prvi nastup pa do 1992. godine članovi sastava su bili:
- Radomir Mihajlović Točak (RM Točak), gitarist
- Boris Aranđelović, (vokalni solist)
- Slobodan Stojanović Kepa (bubnjar)
- Zoran Milanović (basist)
- Laza Ristovski (klavijaturist)
- Miodrag "Miki" Petkovski (klavijaturist)
- Lola Andrijić (česti gost, basist)

Od 1994. godine u Smaku se mijenja postava zbog djelomičnog ili potpunog povlačenja pojedinih članova. Novi članovi su:
- Dejan Stojanović Kepa (bubnjar)
- Milan Milosavljević Mikica (basist)
- Dejan Najdanović Najda (vokalni solist)
- Vlada Samardžić (basist)
- Slobodan Marković Sale (basist)

Na velikom broju neobjavljenih pjesmama gostuje Točkov i Kepin prijatelj Lola Andrijić koji je 1974. svirao na nekoliko koncerta sa Smakom umjesto Zorana Milanovića. Bubnjar David Moss, gostovao je na snimanju albuma Stranice našeg vremena. Točak, Lola i David su 80-ih godina svirali pod nazivom R. M. Točak bend ili R. M. Točak Trio (poznate pjesme: Because, Public Session (s koncerta u Skoplju), Zagreb Intro (s koncerta u Zagrebu), obrade Hendrixovih pjesama i interpretacije džez standarda). Pera Džo, usni harmonikaš gostovao je na koncertima tijekom 1992. i 1993. godine.

## Diskografija

### Albumi
- Smak (RTV Ljubljana, 1975.)
- Crna dama (PGP RTB 1977.)
- Stranice našeg vremena (PGP RTB 1978.)
- Black Lady (Bellaphon 1978.)
- Dub in the Middle (Bellaphon 1978.)
- Rok cirkus (PGP RTB 1980.)
- Zašto ne volim sneg (PGP RTB 1981.)
- Smak 86. (PGP RTB 1986.)
- Bioskop Foks (Vans / Komuna / PGP RTS 1995.)
- Egregor (PGP RTS 1999.)

### Singlovi
- Živim ja / Biska 16 (PGP RTB 1974.)
- Ulazak u harem / Sto ptica (Suzy 1975.)
- Ulazak u harem / Epitaf (RTV LJ 1975.)
- Ljudi nije fer / El dumo (RTV LJ 1976.)
- Satelit / Šumadijski bluz / Čoveče ti si mlad / Slikar s Pikadilija (RTV LJ 1976. maksi singl)
- Crna dama / Plava pesma (PGP RTB 1977.)
- ALO / Daire (PGP RTB 1977.)
- Nevidljive terazije / Hitopadeza (PGP RTB 1978.)
- Na Balkanu / Gore Dole (PGP RTB 1979.)
- Rok cirkus / Hirošima (PGP RTB 1980.)

### Kompilacije, uživo albumi
- Plava pesma - Best of (RTV LJ 1977. kompilacija)
- Smak retrospektiva (PGP RTB 1992. kompilacija)
- OdLIVEno (Sorabia disk 1992. kaseta)
- The Best Of Smak (RTV S 1996. kompilacija)
- Live without audience (1997. dupli koncertni CD)
- Istorija (PGP RTS 2000.)
- 3. mart 2000. Kragujevac, klub "La Cinema" (2000.)

### Neslužbeno
- Live 1992.
- Live u Nišu (1995.)
- Live 1997.
- Live u Župi (1998)

## Vanjske poveznice
- (srp.) Smak[neaktivna poveznica]